# Jungle Kyona
Kyona Yano (やの きょうな Yano Kyōna, nacida el 1 de abril de 1991) es una luchadora profesional japonesa, más conocida por su nombre en el ring Jungle Kyona quien compite en el circuito independiente. Es más conocida por su paso por World Wonder Ring Stardom desde 2015 hasta 2021.
Yano ha sido tres veces Campeona de las Diosas de Stardom y tres veces Campeona Artística de Stardom.

## Primeros años
Antes de convertirse en una luchadora profesional, Yano trabajó en la República de Senegal en la costa occidental de África durante dos años.

## Carrera

### World Wonder Ring Stardom (2015-2021)
El 15 de noviembre de 2015, Yano hizo su debut en la lucha libre profesional en World Wonder Ring Stardom bajo el nombre de ring Jungle Kyona, donde derrotó a Momo Watanabe en su primer combate. En solo un mes después de su debut, Kyona ganó el Torneo Rookie of Stardom. El 23 de diciembre, en Stardom Year-End Climax, Kyona recibió su primera lucha por el título donde se unió a Hiromi Mimura y Watanabe mientras desafiaban a los Hyper Destroyers (Evie, Hiroyo Matsumoto & Kellie Skater) por el Campeonato Artístico de Stardom, pero no tuvieron éxito.
Al entrar en 2016, Kyona y Watanabe se unieron bajo el nombre "JKGReeeeN". El 10 de enero, JKGReeeeN desafió a Thunder Rock (Io Shirai & Mayu Iwatani) por el Campeonato de las Diosas de Stardom, pero no tuvo éxito. JKGReeeeN continuó luchando durante 2016 e incluso participó en la Goddesses of Stardom Tag League, aunque no logró llegar a la final. poco después de la Tag League, Watanabe se volvió contra Kyona para unirse a la unidad de Shirai a "Queen's Quest".
En 2017, Kyona comenzó a perseguir un par de campeonatos. El 29 de enero, Kyona desafió sin éxito a Kay Lee Ray por el Campeonato Femenino de ICW. El 23 de febrero, Kyona desafió a Kairi Hojo por el Campeonato Maravilla de Stardom, pero no tuvo éxito.  El 3 de marzo, Kyona ganó su primer título en su ciudad natal en Nagoya, donde se asoció con Matsumoto para derrotar a Hojo y Yoko Bito para ganar el Campeonato de las Diosas de Stardom. Poco después de ganar el título, Kyona y Matsumoto formaron un grupo llamado "Team Jungle", junto a Kaori Yoneyama y Natsuko Tora. El 17 de junio, Kyona, junto con Matsumoto y Yoneyama, derrotaron a Queen's Quest (AZM, HZK y Shirai) para ganar el Campeonato Artístico de Stardom. El trío mantuvo el título hasta el 13 de agosto, donde perdió el título ante HZK, Shirai y Viper. El 21 de junio, Kyona y Matsumoto perdieron el Campeonato de las Diosas de Stardom ante Oedo Tai (Hana Kimura & Kagetsu). Kyona se asoció con Bito para participar en la Tag League y logró ganar su camino a la final, donde perdieron ante el equipo de Bea Priestley y Kelly Klein el 5 de noviembre.
En 2018, Team Jungle comenzó a perder a sus miembros, ya que Matsumoto dejó Stardom en marzo y Yoneyama tenía otros compromisos en múltiples promociones de lucha fuera de Stardom, dejando a Kyona y Tora como los únicos miembros del grupo. Después de no ser elegido por ninguna unidad en el draft anual, Kyona, junto con Leo Onozaki, Ruaka, Tora y Yoneyama formaron una unidad llamada "J.A.N.", un acrónimo de Jungle Assault Nation. El 27 de mayo, Kyona, junto con Tora y Yoneyama, derrotaron a Oedo Tai (Hazuki, Kagetsu y Kimura) para ganar el Campeonato Artístico de Stardom que quedó vacante. El 17 de junio, Kyona participó en el evento principal de Korakuen Hall, donde desafió a su excompañero de equipo Watanabe por el Campeonato Maravilla de Stardom, pero no tuvo éxito. El 30 de septiembre, mientras J.A.N. perdió el título de tríos ante STARS (Iwatani, Saki Kashima y Tam Nakano) en el programa de la tarde, Kyona y Tora derrotaron a Iwatani y Kashima para ganar el Campeonato de las Diosas de Stardom. El 23 de noviembre, Kyona y Tora perdieron sus títulos ante Watanabe y Utami Hayashishita.
El 14 de enero de 2019, Kyona recibió su primera oportunidad por el Campeonato Mundial de Stardom, cuando desafió a Kagetsu, pero no tuvo éxito. El 14 de abril, en el segundo draft anual, todos los líderes de las facciones lucharon a cinco bandas donde el perdedor del combate debe disolver su propia unidad. Kyona perdió ante Iwatani, Kagetsu, Kimura y Watanabe, y por lo tanto, J.A.N. fue disuelto. Kyona fue reclutada posteriormente para la unidad de Kimura "Tokyo Cyber Squad". El 16 de junio, Kyona, junto con Kimura y Konami, miembro del Tokyo Cyber Squad, derrotaron a Iwatani, Kashima y Nakano para ganar el Campeonato Artístico de Stardom. El 23 de junio, el trío perdió el título ante STARS.  El 15 de julio, Konami y Kyona ganaron el Campeonato de las Diosas de Stardom, donde derrotaron a Hayashishita y Watanabe.
El 19 de enero de 2020, Konami y Kyona perdieron el Campeonato de las Diosas de Stardom ante Jamie Hayter y Priestley, terminando su reinado en 188 días con 3 defensas exitosas del título. Después de que Hayter y Priestley dejaron vacante el campeonato porque no pudieron defenderlo debido a la pandemia de COVID-19, Konami y Kyona desafiaron a Hayashishita y Saya Kamitani el 26 de julio por el título vacante, pero no tuvieron éxito. El 3 de octubre, Konami y Kyona perdieron ante Kashima y Tora cuando el equipo perdedor debe disolverse, por lo tanto, el Tokyo Cyber Squad se disolvió, ya que Konami se enfrentó a Kyona durante la lucha y se unió a Oedo Tai. El resto del Tokyo Cyber Squad fue reclutado para STARS. El 7 de octubre, Stardom anunció que Kyona estará fuera de la competencia dentro del ring por un período prolongado de tiempo debido a múltiples lesiones. El 30 de septiembre de 2021, Kyona dejó Stardom.

### Circuito independiente (2022-presente)

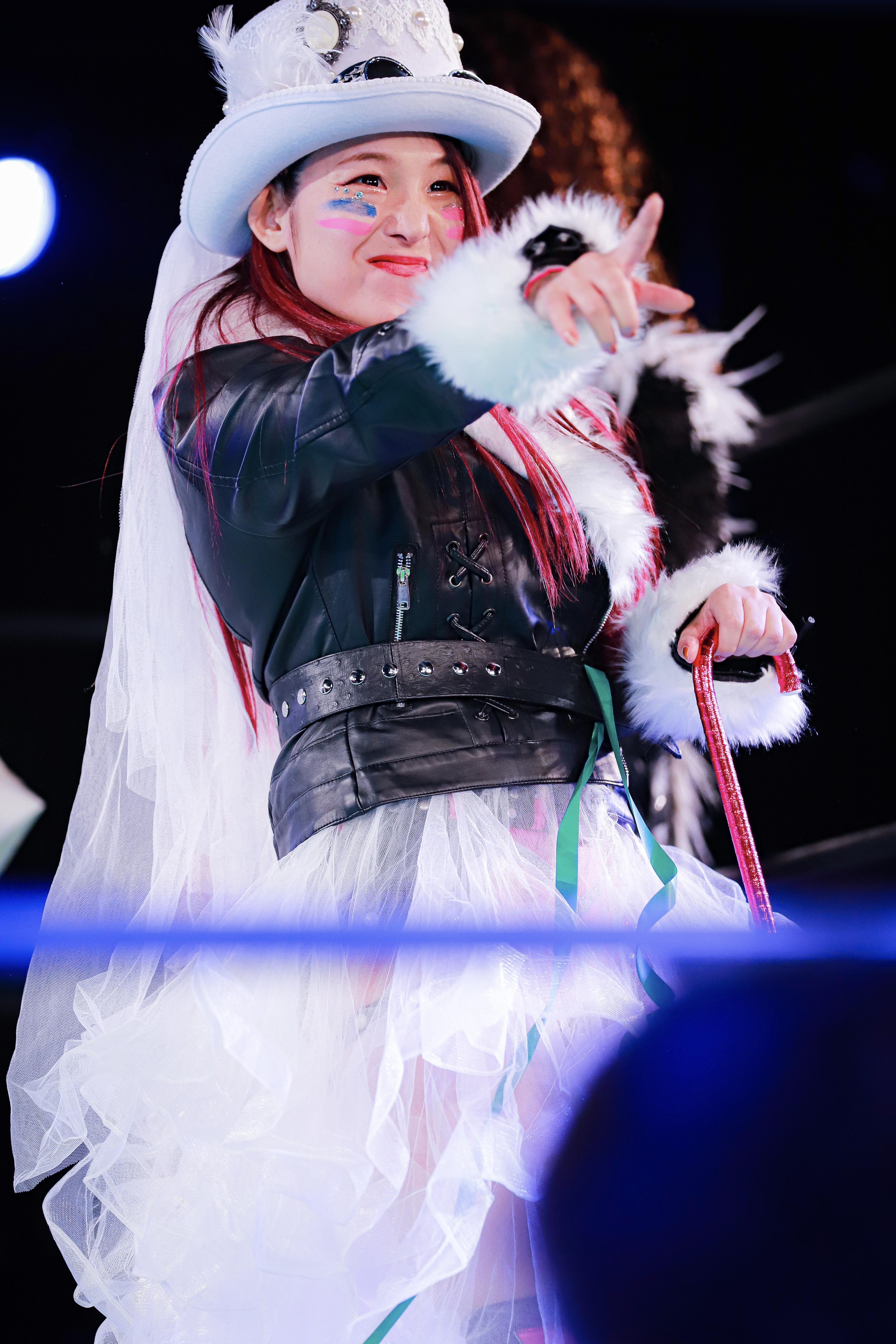
Yano en abril de 2023.

Después de casi dos años de ausencia en el ring debido a una lesión, Kyona regresó al Hana Kimura Memorial Show 2 el 23 de mayo de 2022, donde derrotó a Kyoko Kimura en un combate de exhibición. Kyona comenzó una excursión en la escena independiente de Estados Unidos y compitió en el show AEW Dark #167 de All Elite Wrestling del 25 de octubre de 2022, donde se fue su lucha corta ante Riho.
Kyona regresó a Japón a principios de 2023 y compitió en The Great Muta Final "Bye Bye" el 22 de enero, donde formó equipo con Saori Anou y derrotó a Nomads (Sumire Natsu y Maya Yukihi).

## Campeonatos y logros
- World Wonder Ring Stardom
  - Goddess of Stardom Championship (3 veces) – con Hiroyo Matsumoto (1), Natsuko Tora (1) y Konami (1)
  - Artist of Stardom Championship (3 veces) – con Hiroyo Matsumoto & Kaori Yoneyama (1), Natsuko Tora & Kaori Yoneyama (1) y Hana Kimura & Konami (1)
  - Rookie of Stardom Tournament (2015)

- Pro Wrestling Illustrated
  - Situada en el Nº61 en el PWI Female 100 en 2018.
  - Situada en el Nº64 en el PWI Female 100 en 2019.